# Live at the Fillmore East 1970
Live at the Fillmore East 1970 è un album del gruppo inglese Ten Years After pubblicato nel 2001. Come si intuisce dal titolo venne registrato nel 1970 e contiene molte cover blues degli anni cinquanta che ne caratterizzano il sound il quale risulta infatti piuttosto differente dal classico stile dei TYA.

## Tracce

### Disco uno
1. Love Like A Man (Alvin Lee) - 9:34
2. Good Morning, School Girl (Sonny Boy Williamson I) - 7:26
3. Working On The Road (Alvin Lee) - 3:34
4. The Hobbit (Ric Lee) - 10:52
5. 50,000 Miles Beneath My Brain (Alvin Lee) - 9:58
6. Skoobly-Oobley-Doobob (Alvin Lee) / I Can't Keep From Crying Sometimes (Al Kooper) / Extension On One Chord (Alvin Lee, R. Lee, L. Lyons, M.G. Chuchill) - 19:30

### Disco due
1. Help Me (Sonny Boy Williamson II, Willie Dixon, Ralph Bass) - 16:05
2. I'm Going Home (Alvin Lee) - 11:57
3. Sweet Little Sixteen (Chuck Berry) - 4:38
4. Roll Over Beethoven (Chuck Berry) - 4:44
5. I Woke Up This Morning (Alvin Lee) - 8:09
6. Spoonful (Willie Dixon) - 8:00

## Formazione
- Leo Lyons - basso elettrico
- Alvin Lee - chitarra e voce
- Chick Churchill - organo
- Ric Lee - batteria